# Olga Tsarbopoulou
Olga Tsarbopoulou (griechisch Όλγα Τσαρμπόπουλου, * 19. Juni 1968) ist eine ehemalige griechische Tennisspielerin.

## Karriere
Tsarbopoulou gewann während ihrer Karriere zwei Einzeltitel des ITF Women’s Circuits. Auf der WTA Tour erreichte sie über die Qualifikation bei dem Chrysler Tournament of Champions 1985 erstmals die Hauptrunde. wo sie in der ersten Runde Debbie Spence mit 2:6 und 1:6 unterlag.
Bei den Mittelmeerspielen 1983 in Casablanca gewann sie eine Bronzemedaille im Einzel. Und bei den Mittelmeerspielen 1987 in Latakia die Goldmedaille im Doppel.
Für ihr Geburtsland nahm sie an den Olympischen Sommerspielen 1988 im Einzel in Seoul teil. Nachdem sie sich über die Qualifikation ins Hauptfeld vorspielte, verlor sie dort in der ersten Runde gegen Mercedes Paz mit 6:77 und 3:6. 
Zwischen 1983 und 1990 spielte sie für die griechische Fed-Cup-Mannschaft, für die sie acht ihrer 31 Partien gewann.

## Turniersiege

### Einzel
| Nr. | Datum     | Turnier | Kategorie   | Belag | Finalgegnerin        | Ergebnis      |
| --- | --------- | ------- | ----------- | ----- | -------------------- | ------------- |
| 1.  | Juli 1984 | Cuneo   | ITF $10.000 | Sand  | Daniela Moise        | 7:6, 6:3      |
| 2.  | Juli 1988 | Maglie  | ITF $25.000 | Sand  | Stefania Dalla Valle | 6:2, 2:6, 6:3 |